# Castillo de Toya
Toya (Tugia, para los romanos) es actualmente una pequeña aldea, perteneciente al municipio de Peal de Becerro, en la provincia de Jaén (España), situada a unos 5 km del núcleo principal en dirección hacia Jódar, cuyos orígenes se remontan a época íbera. En este lugar, de importante poblamiento en la antigüedad, existen dos construcciones declaradas Bien de interés cultural. La primera de ellas, es la Cámara Sepulcral ibérica. En dicha cámara funeraria se encontró la "Bicha de Toya", que es una escultura ibera que se encuentra actualmente en el Museo Arqueológico Nacional de Madrid. La otra construcción, es el Castillo de Toya, declarado Bien de Interés Cultural conforme al decreto de 22 de abril de 1949.

## Descripción
Los restos del castillo se reducen, en la actualidad, a una única torre, de gran tamaño, construida con materiales de acarreo, de origen ibérico y reformado romano, abundantes en la zona, con inscripciones y fragmentos de bajorrelieves. Tiene planta cuadrada, de 11,5 m de lado. Su altura apenas sobrepasa el nivel de la arcada de la planta baja, por lo que no es posible saber su envergadura original. Se perciben vestigios de ventanas o saeteras. El interior de los muros, de unos 2,20 m de grosor, es un relleno de calicanto, y el espacio interior está dividido en dos estancias por un muro.
Existen algunos restos adicionales en su entorno, como vestigios de muros y viviendas, además de una fuente y un aljibe, claramente medievales. Algunos autores han señalado un posible origen califal, aunque la posición reciente es atribuir su construcción a época bereber, siendo el añadido de sillares y mampuesto reciclados incluso posterior, cristiano del siglo XIII.
Como curiosidad, Jimena Jurado asegura que esta torre ya existía en época romana y que Claudio Tolomeo la llamaba Tuia.

## Historia
El primero en mencionar el Castillo de Toya es el geógrafo Al-Idrisi, y las primeras fuentes cristianas (1224), hacen referencia a su destrucción por Fernando III de Castilla. Tras la creación del Adelantamiento de Cazorla, en 1231, Toya pasa al Arzobispado de Toledo.
Entre 1295 y 1312, las sucesivas campañas de los nazaríes contra Quesada, hacen que la fortaleza cambie de manos varias veces. En 1378, Enrique II de Castilla ordena al concejo de Cazorla que Toya sea entregada al de Úbeda, a quien se había concedido el señorío de las tierras de Quesada.
En el siglo XVII ya es un despoblado.